# Educación en Gambia

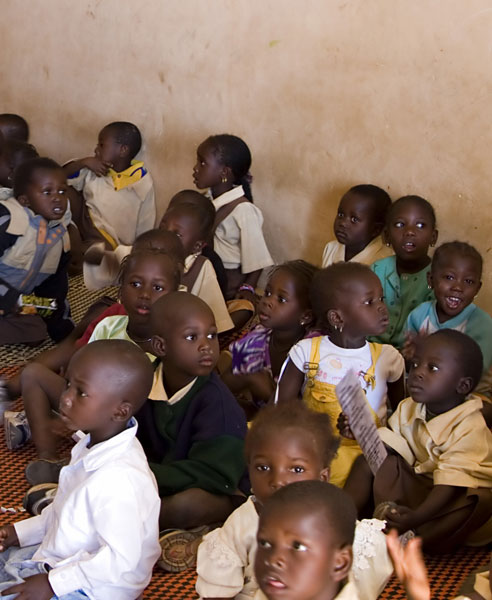
Niños en la escuela en Gambia

La Constitución de Gambia establece la educación primaria gratuita y obligatoria, pero la falta de recursos y de infraestructura educativa ha dificultado su implementación. En 1995, la tasa bruta de matriculación en la educación primaria fue del 77.1 por ciento, mientras que la tasa neta de matriculación fue del 64.7 por ciento. Durante mucho tiempo, las tasas escolares impidieron que muchos niños asistieran a la escuela, pero en febrero de 1998, el presidente de Gambia ordenó la eliminación de las tasas para los primeros seis años de educación. Las niñas representan aproximadamente el 40 por ciento de los estudiantes de educación primaria, aunque esta cifra es mucho menor en las zonas rurales, donde factores culturales y la pobreza impiden que los padres envíen a las niñas a la escuela. Aproximadamente el 20 por ciento de los niños en edad escolar asisten a escuelas coránicas, que suelen tener un plan de estudios restringido.
En 1988, el gobierno de Gambia inició una importante iniciativa educativa que incluyó un plan de 15 años, centrado en aumentar las tasas de matriculación bruta, reducir la edad de ingreso a la escuela de 8 a 7 años, desarrollar planes de estudio de educación básica y mejorar la formación de los maestros.
Muchos de estos objetivos se han cumplido. La tasa bruta de matriculación en la educación primaria aumentó del 62.2 al 77.1 por ciento entre 1989 y 1995; la edad de ingreso se redujo a siete años; se pusieron a disposición más libros de texto para los estudiantes; y 1,200 maestros no cualificados en el sistema recibieron formación. El principal objetivo que Gambia se ha fijado para el resto del plan es inscribir al 90 por ciento de los niños en las escuelas para el ciclo completo de educación básica para 2005. Durante la década de 1990, el gasto en educación aumentó del 15 al 21 por ciento del gasto gubernamental y del 2.6 al 4.3 por ciento del PNB, mientras que la proporción del presupuesto educativo dedicado a la educación primaria aumentó del 38 al 45 por ciento.

## Sistema escolar
La edad oficial para comenzar la escuela en Gambia es de siete años. El sistema educativo, en gran parte basado en el sistema británico, consta de lo siguiente:
- Seis años de educación primaria: grados 1–6
- Tres años de educación secundaria básica: grados 7–9
- Tres años de educación secundaria superior: grados 10–12
- Cuatro años de educación universitaria

### Exámenes
Al finalizar los grados 6 y 9, se realizan exámenes de selección para avanzar al siguiente nivel.
Al finalizar el grado 9, las personas tienen la opción de ingresar a los centros de habilidades, que ofrecen formación preprofesional. Al finalizar el grado 12, dependiendo de su desempeño en el Examen del Certificado de Escuela Secundaria del África Occidental (WASSCE), los estudiantes pueden optar por ingresar al Instituto de Formación Técnica, que ofrece educación vocacional y técnica; ingresar al Gambia College, que proporciona formación previa al servicio para maestros, enfermeras, funcionarios de salud pública y supervisores agrícolas; o pueden ingresar a la universidad o unirse a la fuerza laboral.

## Estadísticas
En el año 2002/2003, la matriculación total en las escuelas primarias incluyó al 79 por ciento de los niños en el grupo de edad correspondiente (79 por ciento de niños; 78 por ciento de niñas), según estimaciones de la UNESCO, mientras que la matriculación en secundaria solo incluyó al 33 por ciento del grupo de edad adecuado (39 por ciento de niños; 27 por ciento de niñas).

## Tasa de alfabetización
La tasa de alfabetización en Gambia es del 63.9% para hombres y del 47.6% para mujeres.

## Universidad de Gambia
La Universidad de Gambia es una institución bastante nueva establecida mediante una Ley de la Asamblea Nacional de Gambia en marzo de 1999. Comprende cuatro facultades y el Gambia College, que incluye cuatro escuelas: Agricultura, Ciencia, Educación, Enfermería y Obstetricia, y Salud Pública.